# Сампере
Сампере (итал. Sampeyre) — коммуна в Италии, располагается в регионе Пьемонт, в провинции Кунео.
Население составляет 1105 человек (2008 г.), плотность населения составляет 11 чел./км². Занимает площадь 98 км². Почтовый индекс — 12020. Телефонный код — 0175.
Покровителями коммуны почитаются святые апостолы Пётр и Павел, празднование 29 июня.

## Демография
Динамика населения:

## Администрация коммуны
- Официальный сайт: http://www.comune.sampeyre.cn.it/